# Portrait de M. Pertuiset, le chasseur de lions
Le portrait de M. Pertuiset, le chasseur de lions est un tableau réalisé par le peintre Édouard Manet en 1881, peu avant sa mort.

## Histoire
Édouard Manet compose le portrait d'Eugène Pertuiset, un aventurier et explorateur français, qui découvre, en 1873,  la partie Nord de la Terre de Feu en Patagonie à la recherche d'une ancienne civilisation Inca. Il se détournera de cet objectif pour l'intérêt aurifère. Il sollicita des autorités l'achat de terres en Terre de Feu et sur l'île Dawson sans résultat,.

## Exposition et provenance
Acheteur d'œuvres du peintre, Eugène Pertuiset pose pour Manet en 1880 dans l'atelier du boulevard de Clichy. Manet termine le tableau l'année suivante.
Il est exposé au Salon des artistes français en mai 1881 et Manet reçoit, en dépit de critiques négatives de la part de la presse, une médaille, la seule de sa carrière.
Ce tableau fut la propriété de Max Silberberg (Breslau), puis se retrouve entre les mains de collectionneurs brésiliens, Gastão Vidigal et Geremia Lunardelli, qui l'offre au musée en 1950.